# 达尼语支
达尼语支(Tani languages)，又称米里语支、崩尼－博嘎尔语，是藏缅语族的一個支系，分布在喜马拉雅山东麓，有60万人使用。是认阿巴达尼爲老祖的珞巴族所通用的語言（方言族）或語支（語言族）。使用这些语言的人分成很多部落，他們互相之間或不能通話，或需經磨合后才能通話，所以语言学家多把這些方言當作不同的語言。

## 部落劃分
目前对达尼语支语言的研究还不够充分。Van Driem参考部落的划分给出如下的分类：
- Milang
- 巴达姆：巴达姆、民荣、希蒙
- 尼西：尼西、德根、崩尼、纳、尼苏（“山地米里”）
- 迦龙：迦龙、Pailibo、Ramo、博嘎尔
- 登尼语（Tanii）（或“阿帕塔尼语”）

达尼语支和东边的义都－达让语支有一些相似之处，但这些相似点可能是长期接触的结果。

## 语音
有22个单辅音，有清浊对立的塞音和塞擦音，无送气音，及3个颚化的唇音。50个韵母，其中单元音14个，有长短之分，有鼻音、塞音和颤音韵尾。音节结构比较简单。无声调。

## 词汇
词汇多为多音节词，有大量构词词头。有较多藏语借词和一定数量的汉语借词。

## 语法
动词的体等语法意义主要通过虚词和语序表达。人称代词的格用词根屈折变化表达。